# Ryōji Noyori
Ryōji Noyori (野依 良治, Noyori Ryōji) (Kōbe, Japó, 3 de setembre de 1938) és un químic i professor universitari japonès guardonat amb el Premi Nobel de Química l'any 2001.

## Biografia
Va néixer el 1938 a la ciutat de Kobe, població situada a l'illa de Honshu. Als dotze anys va sentir fascinació per la química després d'escoltar una presentació sobre el niló, i va estudiar aquesta matèria a la Universitat de Kyoto, on es graduà el 1961 i doctorà en enginyeria química l'any 1967.
Fou nomenat instructor en el grup d'investigació de Hotosi Nozaki abans de ser nomenat professor associat a la Universitat de Nagoya. Després del treball postdoctoral al costat d'Elias James Corey a la Universitat Harvard va tornar a Nagoya, convertint-se en catedràtic l'any 1972.
Actualment viu a Nagoya, encara que és també president de RIKEN, una iniciativa d'investigació nacional amb un pressupost anual de 800 milions de dòlars nord-americans.

## Recerca científica
L'any 2001 li fou concedit la meitat del Premi Nobel de Química, juntament amb William S. Knowles, per l'estudi de les hidrogenització utilitzant catalitzador quirals. L'altra meitat del premi fou concedit a Karl Barry Sharpless pel seu estudi de les reaccions d'oxidació utilitzant catalitzadors quirals. Influenciat pel poder de la catàlisi i la química verda, creu que:
| « | la nostra capacitat de concebre una síntesi química senzilla i pràctica és imprescindible per a la supervivència de les nostres espècies. (…) La investigació és per a la nacions i la humanitat, no per als propis investigadors. (…) Els investigadors han d'incitar opinions públiques i polítiques governamentals cap a la construcció de la societat sostenible al segle xxi | » |